# Álvaro Corrada del Río
Álvaro Corrada del Río,  S.J. es un obispo católico puertorriqueño, miembro de la Compañía de Jesús. Es el obispo emérito de la diócesis de Mayagüez.

## Biografía
Nació el 13 de mayo de 1942 en Santurce, Puerto Rico.

### Estudios y títulos obtenidos
- Su primaria en las escuelas católicas.
- Seminario de San Ildefonso, en Aibonito, Puerto Rico.
- En Nueva York, en 1960, entró en el noviciado de la Compañía de Jesús.
- Filosofía y ciencias en la Universidad de Fordham.[4]
- En el Instituto Católico de París obtuvo el título en teología.

### Sacerdote
Fue ordenado sacerdote en julio de 1974, para la Compañía de Jesús. Por Mons. Miguel Rodríguez Rodríguez, C.SS.R.

#### Cargos
- Profesor de historia, religión, inglés y español en varios colegios de la Compañía de Jesús.

## Obispo

### Nombramiento
El Papa Juan Pablo II lo nombró obispo titular de Rusticiana y obispo auxiliar de Washington el 31 de mayo de 1985.

### Consagración
El 4 de agosto de 1985, por Mons. James Aloysius Hickey, Arzobispo de Washington D. C., fueron los obispos coconsagrantes: monseñor Thomas William Lyons y monseñor Eugene Antonio Marino. 

#### Cargos
- En Washington fue vicario general y vicario episcopal para los hispanos.

### Administrador apostólico
Desde 1997 a 2000 fue administrador apostólico de la Diócesis de Caguas.

### Obispo de Tyler
En el año 2000 el Papa Juan Pablo II lo nombró obispo de la Diócesis de Tyler, en Texas

### Obispo deMayagüez[5]
En el 2011 el papa Benedicto XVI lo nombró obispo de la Diócesis de Mayagüez, el cual ocupa actualmente.

### Administrador apostólico
En septiembre de 2011 hasta el 28 de noviembre de 2012, administró la Diócesis de Tyler, en Texas. De la cual fue obispo.